# ファントムダスト
Phantom Dust（ファントムダスト）は、Microsoft Game Studiosが開発したXboxのアクションゲームである。300種類以上あるスキルを組み合わせ、敵との対戦を行う。
Microsoft Game Studiosの日本国内開発としては「魔牙霊」に続く第二作目である。
また2017年にXbox OneとWindows 10 PC向けに無償で発売された。（#Xbox One/Windows 10版を参照）

## 概要
トレーディングカードゲームを元に、アクション要素を盛り込む事でジャンルに囚われない個性的なゲームとして完成を遂げた。いわゆるデッキは「アーセナル」と呼ばれ、カードに相応する様々な「スキル」を搭載して戦闘に挑む。多様なルールや特殊な概念を盛り込みながらも、様々に効用するスキルが自由度の高いプレイングを提供し戦略性と中毒性に富んだゲームとなっている。元々LIVE対戦を前提にデザインされたゲームでシステムや操作性を重視し、ストーリーや世界観などは後から付随した物となっている。

## ストーリー
近未来。荒廃した地上の大地では、未知の粒子「ファントムダスト」が霧のように充満し、誰もが記憶を失ってしまっていた。またどこからか姿を現した異形の怪物達が徘徊するようになり、行き場のなくなった人々は廃墟となった地上を捨てて地下に社会を築いた。
地下での生活を余儀なくされた人々は、事態の全貌を調査するべくヴィジョンという名の組織を結成する。ファントムダストには思い描いたイメージを具現化する能力がある事を突き止め、その能力を使う事が出来る探索者達を使って遺跡の発掘などの調査にあたっていた。そしてある日、カプセルに包まれた素性不明の二人の男が救助されるのであった。

## 登場人物
主人公
能力の素質を買われてヴィジョンの一員となる。記憶を失っている。
エドガー
主人公と同時に救命力カプセルで発見された男。能力は高いがマイナス思考で皮肉屋な一面を持つ。
フレイア
エドガーが持っていたロケットの写真に写っていた女性。
ツブタキ
ヴィジョンの探索者の１人。過去に何らかの罪を犯したという罪悪感を持っている。

## システム
基本ルール
プレイヤーは好きなスキルを詰め込んだアーセナルを用意。敵の体力、20ポイントを削れば勝利となる。出現するカプセルをすべて消費した場合は、体力が徐々に衰退して行くペナルティを受ける。15分経っても決着がつかない場合は引き分けとなる（シナリオ上では15分以上地上にいると記憶が無くなる為とされる）。
アーセナル
同じスキルは1種につき3個まで。アーセナルが積める系統のスキルは5系統のうち最大で3種まで、系統が多ければ多いほどスキルの出現が遅くなる。カードゲームのようにバランスや戦略を考えていく必要があり、単純に強力なスキルを詰め込めば良いと言う物ではない。

## スキル
アーセナルに30個まで組み込む事が出来る、特殊能力の事を指す。そのスキルが効果を発揮する用途の種類や、どの系統に属するかなどによって一口にスキルと言っても事細かに分別されている。

### スキルの種類
攻撃スキル
相手にダメージを与えるスキル。距離（近距離、中距離、遠距離）によって大別され、軌道や範囲などで更に細分化されている。スキルや環境によっては攻撃の威力が守備スキルの数値を上回った分だけダメージが貫通し、ゲーム中では「差分ダメージ」と呼ぶ
守備スキル
相手の攻撃を防ぐスキル。スキルによって攻撃に対応する範囲が異なり、防げる攻撃には必ず限りがある。相手の攻撃が守備スキルの数値を上回った場合、その守備スキルは破壊される。
消去スキル
アジエル粒子やカプセルなど、ありとあらゆる物を消去できるスキル。レベルや状態変化などにも影響を及ぼし、変則的なバトルを仕掛ける事ができる。
環境スキル
全てのプレイヤーに特殊ルールを強いるスキル。一定時間で無くなる物もあるが、多くは設置された環境スキルをキャプチャーする事で解除する。環境スキルを障害物の真上に置いた後に、その障害物を破壊する事で空中に浮いた状態となる。この場合は対応するスキルがないと環境スキルを除外する事が出来ない為、LIVE対戦中は問題となった。
状態スキル
プレイヤーのステイタスを上昇させたり、相手の行動を縛ったりするスキル。
特殊スキル
上記のいずれにも分類されないスキルがここに区分けされる。レベルやオーラを上下する物が多い。

### スキルの系統
念動系
バランスに優れたスキルが多く、攻撃スキルは飛び道具が多い。代表的なスキルは、障害物を相手にぶつけるサイコキネシス、あらゆる飛び道具を跳ね返す軌道反転など。
光学系
遠距離攻撃に特化している。出が遅いスキルが多いが、その分範囲が広い。代表的なスキルは、遠距離から光線を打つレーザー、レベルを2上昇させるレベルアンプなど。
自然系
威力の高い使い捨てスキルと低コストで万能に使えるスキルとに分かれる。代表的なスキルは、自分のライフを5ポイント回復する癒しの水、守備スキルでありながら近接攻撃を消去する効力を持つ鉄の砦など。
気功系
近接攻撃に特化し、プレイヤーのステータスを上昇させるスキルも多い。代表的なスキルは、相手に5発まで連続攻撃を叩き込める百裂拳、一定時間プレイヤーの移動速度を1.5倍にあげる瞬速など。
信仰系
ライフやレベルを引き換えに、絶大な効力を見せる諸刃のスキルが多い。代表的なスキルは、自分のライフを2消費し強力な炎を放出するゲヘナの火、相手のカプセルを消去してしまう小悪魔の悪戯など。

## 専門用語
アジエル粒子
最大レベルを1上げる。最も基本的なスキル。
オーラ
スキルを発動する際に消費されるゲージ。自動で回復を続け、最大でレベル値まで上昇する。
カプセル
自陣に3個出現する球体の事。隣接した状態でボタンを押すとスキルを取得する事ができる。消去スキルや特殊スキルを使えば、カプセルを破壊したり任意の場所へ移動できたりも出来る。
キャプチャー
カプセルを取得する事。選択したボタン位置に保存され、そこにスキルがあった場合は上書きされる。一部の消去スキルで相手のカプセルをキャプチャーする事も出来る。
レベル
オーラの最大上昇値。アジエル粒子や一部のスキルで上昇し、消去スキルなどで下降する。

## LIVE
特徴
チーム戦や特殊ルールなど、ストーリーモードとはまた違ったプレイが出来る事で賑わいを見せる。30勝する事でオンライン限定のスキルがもらえる。
対戦形式
- 1on1 - 一対一の勝負。
- バトルロイヤル - 2人から4人までの生き残り戦。最後に生き残ったプレイヤーが勝者となる。
- チーム戦 - 2対2がポピュラーだが、3対1など変則マッチも行える。ライフが尽きたプレイヤー、は死体の上でパートナーにキャプチャーされる事で復活する。この際ライフの上限は半分になる。チームのメンバーが全て倒された時点で負けになる。

対戦ルール
- クイック - 特定アーセナルを使用せず、コンピューターが用意したアーセナルで戦う。どんなスキルが入っているかはランダムになる。
- ヘビー - ライフが40ポイント、レベルの下限が5の状態で戦う。
- ビューニィ - ライフが10ポイント、レベルの上限が5の状態で戦う。
- 特殊環境 - 一定時間ごとに消去不能な環境が、ランダムで絶えず出現する。

## Xbox One/Windows 10版
マイクロソフトは2017年5月17日にXbox One及びWindows 10 PC向けに本作のリマスター版の配信を開始した。
パッケージ版はなく、ダウンロード版のみの発売となっており、価格は基本無料。
基本無料タイトルといっても、販売されているスキルの有料DLCは、コンプリートした状態ですぐにマルチプレイを楽しみたいユーザーに向けたのものであり、DLCの内容はシングルプレイで時間をかければ揃えられるものである。よって課金要素はかなり薄いものとなっている。
Xbox One/Windows 10用の移植作業を担当したのはCode Mystics。
ローカライズは国内版の場合、オリジナルと同様、日本語音声である。
本作は初代Xbox版を基に、Xbox Play Anywhereに対応している。

### オリジナル版との違い
・実績(1000G)対応、フレームレートの向上、アスペクト比の16:9対応、全体的なゲームバランスの調整といった要素が加わっている。
・解像度はXbox Oneは1080p、Windows 10版はディスプレイやウィンドウに合わせてレンダリングされ、最大で4K表示に対応している。
・シングルキャンペーンはミッションに3回失敗した場合、そのミッションをスキップできるようになった（その場合、特にペナルティはなく、成功報酬も受け取ることができる）。
・マルチプレイはXbox OneとWindows 10との間でクロスプレイができる。
・カードデータはマイクロソフトのクラウドサーバーに保存されており、マイクロソフトはリアルタイムにバランス調整を行うことができる。これにより、日々の対戦によるユーザーの意見や不満の声に即座に対応することができる。
・マルチプレイをすぐに始められるように、「マルチプレイヤースターターデッキ」DLCが、初めから無料で用意されている。
・本編中のカットシーンは、移植作業の際に未圧縮のデータを発見したので、その映像をそのまま収録しているとのこと。

## Windows 10版 システム動作環境
- 最小動作環境
  - (OS) Windows 10
  - (アーキテクチャ) x64
  - (キーボード) 統合キーボード
  - (マウス) 統合マウス
  - (DirectX) Version 11
  - (メモリ) 1 GB
  - (ビデオメモリ) 1 GB
  - (プロセッサ) Intel Core 2 Duo E6550 @ 2.33GHz | AMD Athlon 64 X2 Dual Core 5600+
  - (グラフィックス) NVIDIA GeForce GTX 650 | AMD Radeon HD 7750
- おすすめ動作環境
  - (OS) Windows 10
  - (アーキテクチャ) x64
  - (キーボード) 統合キーボード
  - (マウス) 統合マウス
  - (DirectX) Version 11
  - (メモリ) 4 GB
  - (ビデオメモリ) 1 GB
  - (プロセッサ) Intel Core i5-2300 @ 2.80GHz | AMD FX-6120
  - (グラフィックス) NVIDIA GeForce GTX 650 Ti | AMD Radeon R7 260 (ストアページより)